# James Beattie
James Scott Beattie (Lancaster, 27 februari 1978) is een voormalig betaald voetballer uit Engeland, die bij voorkeur in de aanval speelde. Hij kwam van 1996 tot en met 2013 uit voor Blackburn Rovers, Southampton, Everton, Sheffield United, Stoke City, Glasgow Rangers en Accrington Stanley. Beattie kwam in 2005 vijf keer uit voor het Engels voetbalelftal.

## Clubcarrière
Beattie eindigde als derde op de topscorerslijst van de Premier League in het seizoen 2002/03. Hij maakte dat jaar 23 competitiegoals voor Southampton, één minder dan Thierry Henry voor Arsenal en twee minder dan Ruud van Nistelrooij voor Manchester United. Datzelfde jaar haalde hij met Southamtpon de finale van de FA Cup, waarin Arsenal met 1–0 te sterk was.

## Cluboverzicht
| Seizoen | Club               | Competitie              | Duels | Goals |
| ------- | ------------------ | ----------------------- | ----- | ----- |
| 1996/97 | Blackburn Rovers   | Premier League          | 1     | 0     |
| 1997/98 | Blackburn Rovers   | Premier League          | 3     | 0     |
| 1998/99 | Southampton        | Premier League          | 35    | 5     |
| 1999/00 | Southampton        | Premier League          | 18    | 0     |
| 2000/01 | Southampton        | Premier League          | 37    | 11    |
| 2001/02 | Southampton        | Premier League          | 27    | 12    |
| 2002/03 | Southampton        | Premier League          | 38    | 23    |
| 2003/04 | Southampton        | Premier League          | 37    | 14    |
| 2004/05 | Southampton        | Premier League          | 11    | 3     |
| 2004/05 | Everton            | Premier League          | 12    | 1     |
| 2005/06 | Everton            | Premier League          | 33    | 10    |
| 2006/07 | Everton            | Premier League          | 33    | 2     |
| 2007/08 | Sheffield United   | Championship            | 39    | 22    |
| 2008/09 | Sheffield United   | Championship            | 23    | 12    |
| 2008/09 | Stoke City         | Premier League          | 16    | 7     |
| 2009/10 | Stoke City         | Premier League          | 22    | 2     |
| 2010/11 | Glasgow Rangers    | Scottish Premier League | 7     | 0     |
| 2011/12 | Sheffield United   | League One              | 18    | 0     |
| 2012/13 | Accrington Stanley | League Two              | 25    | 6     |
| Totaal  | Totaal             | Totaal                  | 442   | 130   |

## Interlandcarrière
Beattie debuteerde op 12 februari 2003 in het Engelse nationale team, tijdens een oefeninterland tegen Australië (1-3), evenals Paul Konchesky, Jermaine Jenas, Paul Robinson, Wayne Rooney en Francis Jeffers. Hij moest in dat duel in de rust plaatsmaken voor Darius Vassell. Datzelfde jaar speelde Beattie nog vier keer voor Engeland.